# Parawada
Parawada là một mandal thuộc huyện Visakhapatnam, bang Andhra Pradesh.